# Katie Uhlaender
Katie Uhlaender (ur. 17 lipca 1984 w Vail) – amerykańska skeletonistka, startująca od 2002.
Startowała na igrzyskach w Turynie. Zajęła 6. miejsce.
Startowała na igrzyskach w Vancouver. Zajęła 11. miejsce.
Startowała na igrzyskach w Soczi. Zajęła 4. miejsce.
Startowała na igrzyskach w Pjongczangu. Zajęła 13. miejsce.